# باغ پروانه‌ها

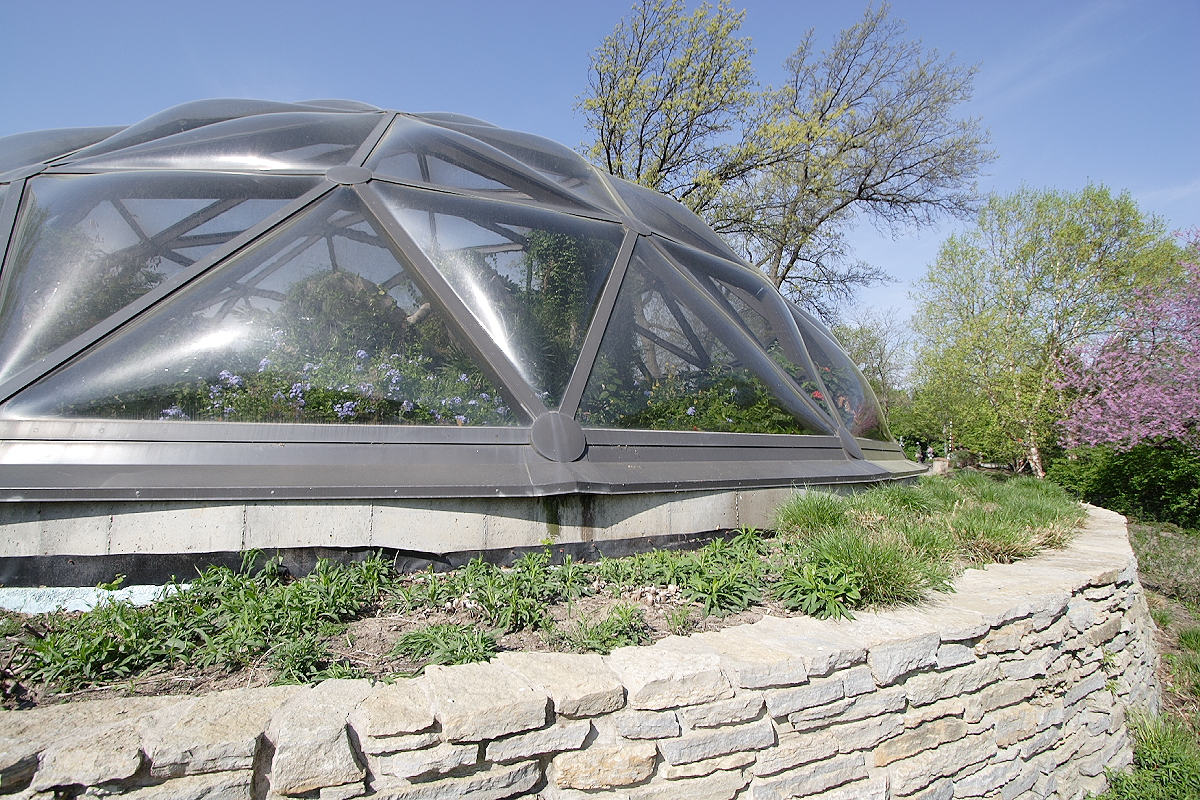
باغ پروانه‌ها

باغ پروانه‌ها نوعی باغ‌وحش است که هدف آن نمایش و تکثیر گونه‌های پروانه است.

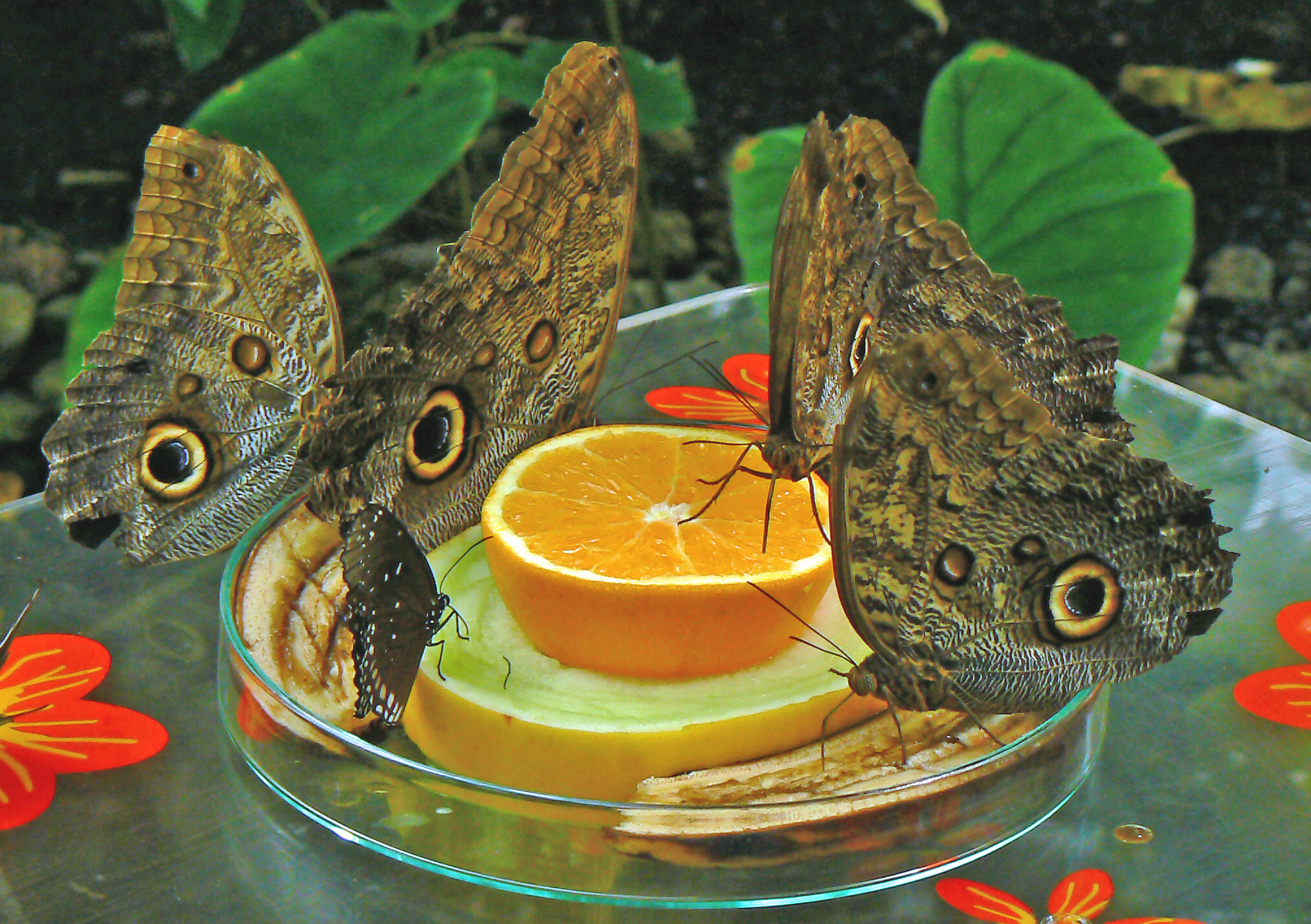
غذارسانی به پرنده‌ها در باغی در آلمان

## پیشینه
نمایشگاه‌های پروانه در دهه ۱۹۷۰ میلادی در انگلستان محبوب شدند.
اولین باغ پروانه‌ها در ایالات متحده، کوکنات کریک، در سال ۱۹۸۸ با نام دنیای پروانه تأسیس شد.